# Episodi di The Nurses (terza stagione)
La terza stagione della serie televisiva The Nurses è andata in onda negli Stati Uniti dal 22 settembre 1964 all'11 maggio 1965 sulla CBS.
| nº | Titolo originale                | Prima TV USA      |
| -- | ------------------------------- | ----------------- |
| 1  | Once Bitten                     | 22 settembre 1964 |
| 2  | The Prisoner: Part 1            | 29 settembre 1964 |
| 3  | The Prisoner: Part 2            | 6 ottobre 1964    |
| 4  | The Respect of One for Another  | 13 ottobre 1964   |
| 5  | No Shadow Where There Is No Sun | 20 ottobre 1964   |
| 6  | Hildie                          | 27 ottobre 1964   |
| 7  | The Outpost                     | 10 novembre 1964  |
| 8  | The Family Resemblance          | 17 novembre 1964  |
| 9  | Time for You and Time for Me    | 24 novembre 1964  |
| 10 | So Some Girls Play the Cello    | 1º dicembre 1964  |
| 11 | Rites of Spring                 | 8 dicembre 1964   |
| 12 | Next Stop, Valhalla             | 15 dicembre 1964  |
| 13 | The Skill in These Hands        | 22 dicembre 1964  |
| 14 | A Messenger to Everyone         | 29 dicembre 1964  |
| 15 | The Last Rites of a Rag Doll    | 5 gennaio 1965    |
| 16 | The Patient Nurse               | 12 gennaio 1965   |
| 17 | A Couple of Dozen Tiny Pills    | 19 gennaio 1965   |
| 18 | A Question of Murder            | 26 gennaio 1965   |
| 19 | Night of the Witch              | 2 febbraio 1965   |
| 20 | Sixteen Hours to Chicago        | 9 febbraio 1965   |
| 21 | Act of Violence                 | 23 febbraio 1965  |
| 22 | A Dangerous Silence             | 2 marzo 1965      |
| 23 | Where There's Smoke             | 9 marzo 1965      |
| 24 | The Politician                  | 16 marzo 1965     |
| 25 | The April Thaw of Doctor Mai    | 30 marzo 1965     |
| 26 | Threshold                       | 6 aprile 1965     |
| 27 | A39846                          | 20 aprile 1965    |
| 28 | The Witnesses                   | 27 aprile 1965    |
| 29 | The Heroine                     | 4 maggio 1965     |
| 30 | An Unweeded Garden              | 11 maggio 1965    |

## Once Bitten
- Prima televisiva: 22 settembre 1964

### Trama
- Guest star: Claudette Nevins (Grace Kearney), Paul McGrath (dottor Sidney Coit), Clarice Blackburn (Mrs. Godolphin), William Bramlette (Lloyd Kearney), Sybil White (Jeanne Reed)

## The Prisoner: Part 1
- Prima televisiva: 29 settembre 1964

### Trama
- Guest star: Larri Thomas (Helen Walsh), Martin Sheen (Saunders), Thomas Barbour (medico esaminatore), Frank Campanella (detective Chris Dunlap), Dana Elcar (dottor Zack Fuller), Bert Freed (detective Sergeant Sam Crowell), Fred J. Scollay (Samuel Mitchell), Fran Sharon (Rachael Mead), Jessica Walter (Edith Robertson)

## The Prisoner: Part 2
- Prima televisiva: 6 ottobre 1964

### Trama
- Guest star: Shepperd Strudwick (dottor Roger Bartlett), Martin Sheen (Saunders), Frank Campanella (detective Chris Dunlap), Katherine Crawford (Sally Foster), Bert Freed (detective Sgt. Sam Crowell), Robert Gerringer (dottore), Astride Lance (Rennie Quinn), Joyce Randolph (Alice Loring), Jessica Walter

## The Respect of One for Another
- Prima televisiva: 13 ottobre 1964

### Trama
- Guest star: Charles Randall (Keeneeley), Ralph Meeker (Sheffer), Kay Hawtrey (Miss Crozetti), Arthur Hughes (Grant), Mart Hulswit (Bill Dittman), Austin Willis (dottor Dittman)

## No Shadow Where There Is No Sun
- Prima televisiva: 20 ottobre 1964

### Trama
- Guest star: Michael Strong (Mr. Kramer), Merrie Spaeth (Dorris Kramer), Jeff Corey (Mr. Parent), Alberta Grant (Janice), Billy McNally (Michael Cooke), Pamela Toti (Marcia)

## Hildie
- Prima televisiva: 27 ottobre 1964

### Trama
- Guest star: Alan Reed Jr. (dottor Downs), Darren McGavin (Fitz Condon), Robert Ball (Eddie), Andrea Dean (Mary), Barbara Feldon (Hildie Jackson), Frank Mahoney (dottor Halbran), William Stevens (Mr. McFee)

## The Outpost
- Prima televisiva: 10 novembre 1964

### Trama
- Guest star: Richard Dysart (Ralph), Ralph Dunn (Harry), Jack Albertson (Mr. Tazinski), Rudy Bond (Herman), Ben Yaffee (Dave)

## The Family Resemblance
- Prima televisiva: 17 novembre 1964

### Trama
- Guest star: Nancy R. Pollock (Mrs. Maslow), Brock Peters (Fox), Richard Calabrese (Orderly), Ossie Davis (dottor Farmer), Astride Lance (Carol Burton), Diana Sands (Ollie Sutton)

## Time for You and Time for Me
- Prima televisiva: 24 novembre 1964

### Trama
- Guest star: Henry Lascoe (Charlie), Freda Holloway, Vassili Lambrinos (Sig Spatli), Hortense Alden (Mrs. Redding), Ruth Ford (Mrs. Calender), Polly Rowles (Mrs. Grossberg)

## So Some Girls Play the Cello
- Prima televisiva: 1º dicembre 1964

### Trama
- Guest star: Beatrice Pons (Mrs. Radnitz), Barbara Harris (Elaine Radnitz), Susan Anspach (Harriet Ravensel), Robert Drivas (Gregory Pretz), Martin Wolfson (Mr. Radnitz)

## Rites of Spring
- Prima televisiva: 8 dicembre 1964

### Trama
- Guest star: Elizabeth Moore (Mrs. Ross), Peter Helm (Peter Ross), Tom Bosley (Mr. Ross), Brooke Bundy (Mona), Michael Walker (Cris Molloy)

## Next Stop, Valhalla
- Prima televisiva: 15 dicembre 1964

### Trama
- Guest star: Doris Roberts (Helen Wyroski), Eugenia Rawls (Mrs. Rossetti), Donald Davis (Thorsen), Edward Hunter (Murray), Marianne Kanter (Mary), Rosetta LeNoire (Bessie), Joe Silver (Mr. Wellman)

## The Skill in These Hands
- Prima televisiva: 22 dicembre 1964

### Trama
- Guest star: Maria Buenes (Mrs. Gonzales), Ellen Holly (Natalia Cortez), Robert Loggia (dottor Juan Cortez)

## A Messenger to Everyone
- Prima televisiva: 29 dicembre 1964

### Trama
- Guest star: Jon Richards (dottor Zilke), Paul B. Price (Fink), Royal Beal (Fire Chief), Ben Hammer (Spragg), Lois Nettleton (Ella Johnson), Carol Eve Rossen (Zori Lawton)

## The Last Rites of a Rag Doll
- Prima televisiva: 5 gennaio 1965

### Trama
- Guest star: Frank Gorshin

## The Patient Nurse
- Prima televisiva: 12 gennaio 1965

### Trama
- Guest star: Doris Roberts (Ann Hawley), Jan Miner (Lee Stevens), Billie Allen (Lois Harley), Sudie Bond (Eileen Barker), Ruth Donnelly (Mrs. Maloney), Polly Rowles (infermiera Grossberg)

## A Couple of Dozen Tiny Pills
- Prima televisiva: 19 gennaio 1965

### Trama
- Guest star: Ruth White (Mrs. Sally Carroll), Douglass Watson (dottor Clay Carroll), William Daniels (Buddy), Lee Grant (Lillian Carroll), Edith King (Miss Lansing), Deborah Steinberg (Mary Simms), Jo Wilder (Ruth)

## A Question of Murder
- Prima televisiva: 26 gennaio 1965

### Trama
- Guest star: Ethel Griffies (Mrs. Jameson Pierce), Charles Durning, Olga Fabian (Mrs. Mueller), Rachel Blake (Miss Craig), J. D. Cannon, Jerome Dempsey (assistente del procuratore distrettuale), Joe Dorsey (guardia), Ed Wagner (Attorney)

## Night of the Witch
- Prima televisiva: 2 febbraio 1965

### Trama
- Guest star: Neva Patterson (Carrie Hayes), Patrick McVey (Mr. Franks), Jane Elliot (Miss Marks), Eileen Heckart (Harriet Watts), Louise Latham (Mrs. Franks), Jane Rose (Mrs. Briand)

## Sixteen Hours to Chicago
- Prima televisiva: 9 febbraio 1965

### Trama
- Guest star: Kathleen Widdoes (Young Woman), Charles White (conducente), Danny Dayton (Pete), James Dimitri (ufficiale Thomas), Wayne Grice (soldato), Bruce Kirby (Jack), Chuck Lulinski (marinaio), Simon Oakland (Charley), Elizabeth Wilson (dottor Lanz)

## Act of Violence
- Prima televisiva: 23 febbraio 1965

### Trama
- Guest star: Joan Lorring (Jean Bower), Leora Dana (Betty Bauer), Joseph Anthony (Stanley Bauer), Jeff Rowland (Robert Bauer)

## A Dangerous Silence
- Prima televisiva: 2 marzo 1965

### Trama
- Guest star: Norman Rose (dottor Rand), Joanna Pettet (Carol Lloyd), Philip Bosco (Ralph Maley), Bill Cooley (Miles), Lincoln Kirkpatrick (Fleming), Gary Merrill (James Lloyd), Florence Stanley (Mrs. Reynolds)

## Where There's Smoke
- Prima televisiva: 9 marzo 1965

### Trama
- Guest star: Dolph Sweet (detective Al Roberts), Harold J. Stone (Elihu Kaminsky), Katharine Balfour (Mrs. Stewart), Val Bisoglio, Beverlee McKinsey (Eileen Moore), Richard O'Neill (George Larkin), James Olson (Edward Curtis), Estelle Parsons (Mrs. Meyers), Joan Potter (Dorothy Ellender), Sybil White (Jeanne Reed)

## The Politician
- Prima televisiva: 16 marzo 1965

### Trama
- Guest star: Enid Mosier (Mrs. Haines), Sal Lombardo (Marco Cestano), Ramon Bieri (Nick Cestano), Faith Burwell (Mrs. Bohens), Joe De Santis (Mr. Cestano), George Grizzard (dottor Roy Hartwell), Bette Henritze (Paula), Kermit Murdock (dottor McMann)

## The April Thaw of Doctor Mai
- Prima televisiva: 30 marzo 1965

### Trama
- Guest star: Michael Tolan (dottor Alex Tazinski), George Mathews (Intern), Joseph Campanella (Steffen), Carol Ann Daniels (infermiera Reilly), Diana Hyland (dottor Mai Lind), Betty Walker (Mrs. Walzer)

## Threshold
- Prima televisiva: 6 aprile 1965

### Trama
- Guest star: Michael Tolan (dottor Alex Tazinski), Arthur Sussex (Tom), Doug Chapin (Larry), Irene Dailey (Annie Cloyne), Salem Ludwig (dottor Ericson), George Tyne

## A39846
- Prima televisiva: 20 aprile 1965

### Trama
- Guest star: Louise Sorel (Janet Hazen), Kermit Murdock (Levitt), Jean-Pierre Aumont (dottor Joseph De Carlo), Frank Campanella (Hanlon), Ted van Griethuysen (Hammond)

## The Witnesses
- Prima televisiva: 27 aprile 1965

### Trama
- Guest star: Daniel J. Travanti (agente di polizia Sanders), Dolph Sweet (detective Roberts), Herschel Bernardi (Carl Garson), Herb Edelman (Marco), Warren Finnerty (Felix), Joe Silver (Arthur Bleck), Billy Dee Williams (agente di polizia Cash)

## The Heroine
- Prima televisiva: 4 maggio 1965

### Trama
- Guest star: Boris Tumarin (minatore), Deborah Steinberg (infermiera), Susan Anspach (Leora), Dustin Hoffman (Larson), Ken Kercheval (Mac), Priscilla Morrill (Rita), Brenda Vaccaro (Sheila)

## An Unweeded Garden
- Prima televisiva: 11 maggio 1965

### Trama
- Guest star: Wendell K. Phillips (Mr. Landau), Collin Wilcox Paxton (Nancy Landau), Stanley Beck (Charlie), Dana Elcar (dottor Fellowes), Geoffrey Horne (dottor Hodges), Louise Larabee (Mrs. Landau), Carl Low (dottor Moore), Jack Waltzer (Jerry)